# Sismo de Caxemira de 2005
O terremoto do subcontinente indiano de 8 de Outubro de 2005 aconteceu às 03h50min38 UTC em 34°25′55 ″ N 73°32′13 ″ E, na região administrada pelo Paquistão, na Caxemira.
Segundo a Geological Survey (USGS) dos Estados Unidos (*USGS), sua magnitude foi 7,6 na escala Richter, com um epicentro a cerca de 100 km (60 milhas) a norte-nordeste de Islamabad, a uma profundidade de 10 km (6,2 milhas) da superfície. Segundo a Japan Meteorological Agency a magnitude do terremoto foi 7,8.
O número de falecidos no terremoto que sacudiu o norte do Paquistão, e especialmente a região da Caxemira, subiu para 86 mil neste país, segundo a equipe do Banco Mundial (BM) e do Banco Asiático do Desenvolvimento (BAD) que estuda a extensão dos danos causados pelo sismo devastador.
Segundo o relatório apresentado por estas agências, o terremoto deixou também ao redor de cem mil feridos e afetou mais de 3,5 milhões de pessoas. A zona mais danificada do país é a região himalaia da Caxemira, onde foi localizado seu epicentro e na qual ficaram destruídos 3 680 escolas de primário e secundário, assim como 2 366 quilômetros de estrada.
Na segunda região mais afetada, a Província do Noroeste, os danos causados pelo sismo também são importantes e a região perdeu 3 517 centros educativos e 1 471 quilômetros de estrada. O assessor do Ministério de Finanças paquistanesa, Salman Shan, disse que em vista da contínua revisão em alta dos números de falecidos e feridos (mais ou menos 80 mil), o primeiro-ministro, Shaukat Aziz, convocou uma reunião com os diversos órgãos encarregados da avaliação dos danos, incluindo os governos regionais.
O BAD e o BM não mencionam em seu estudo o custo da reconstrução das zonas afetadas, embora estas agências internacionais estimem que pode chegar a ficar entre US$ 3 ou 4 bilhões. Estes números, no entanto, estão muito abaixo do cálculo da comissão governamental paquistanesa para a reconstrução, que estimou que esta custará por volta de US$ 12 bilhões.